# Seznam medailistů na Světovém poháru ve sportovním lezení – bouldering

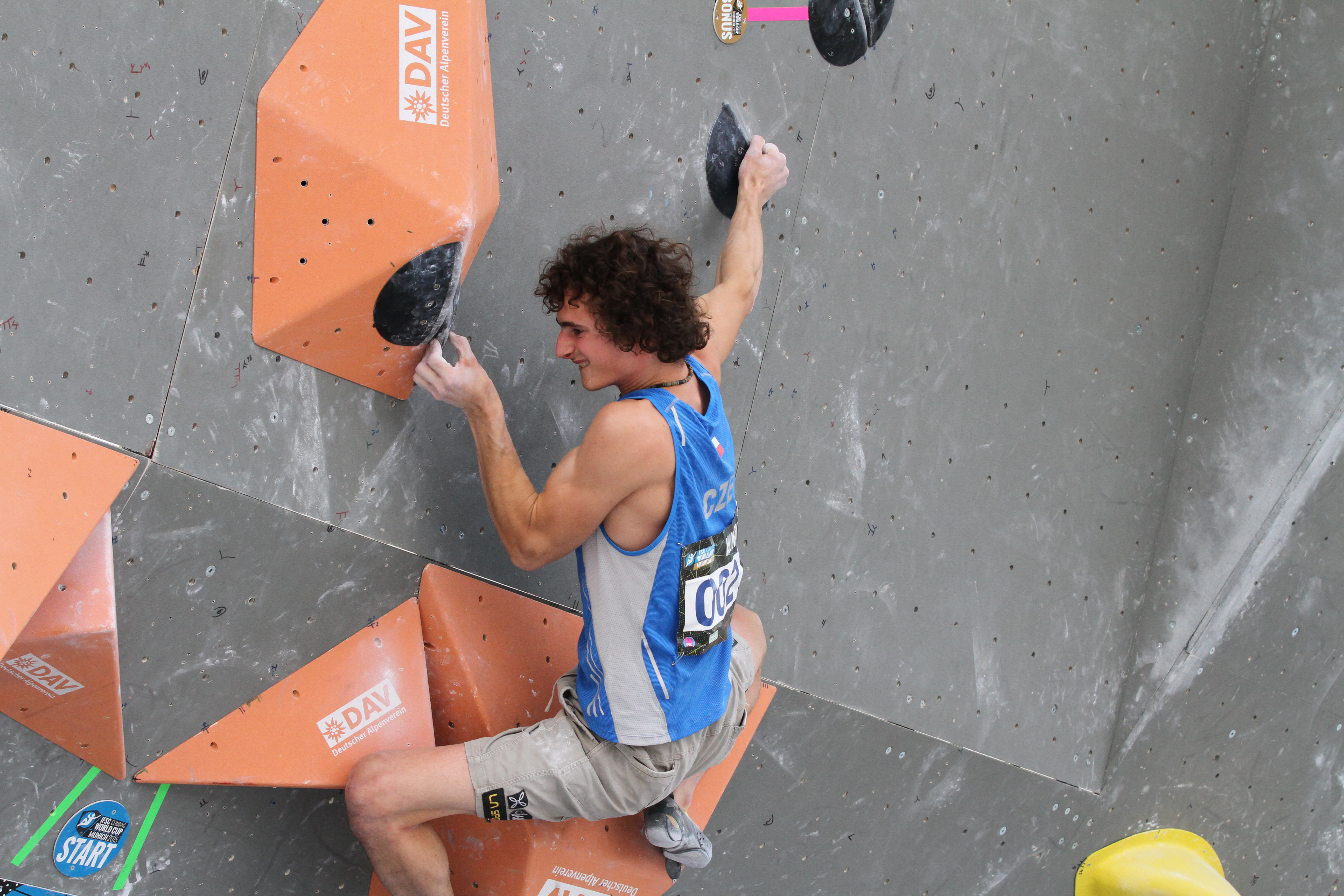
Adam Ondra na SP 2015
v boulderingu, Mnichov

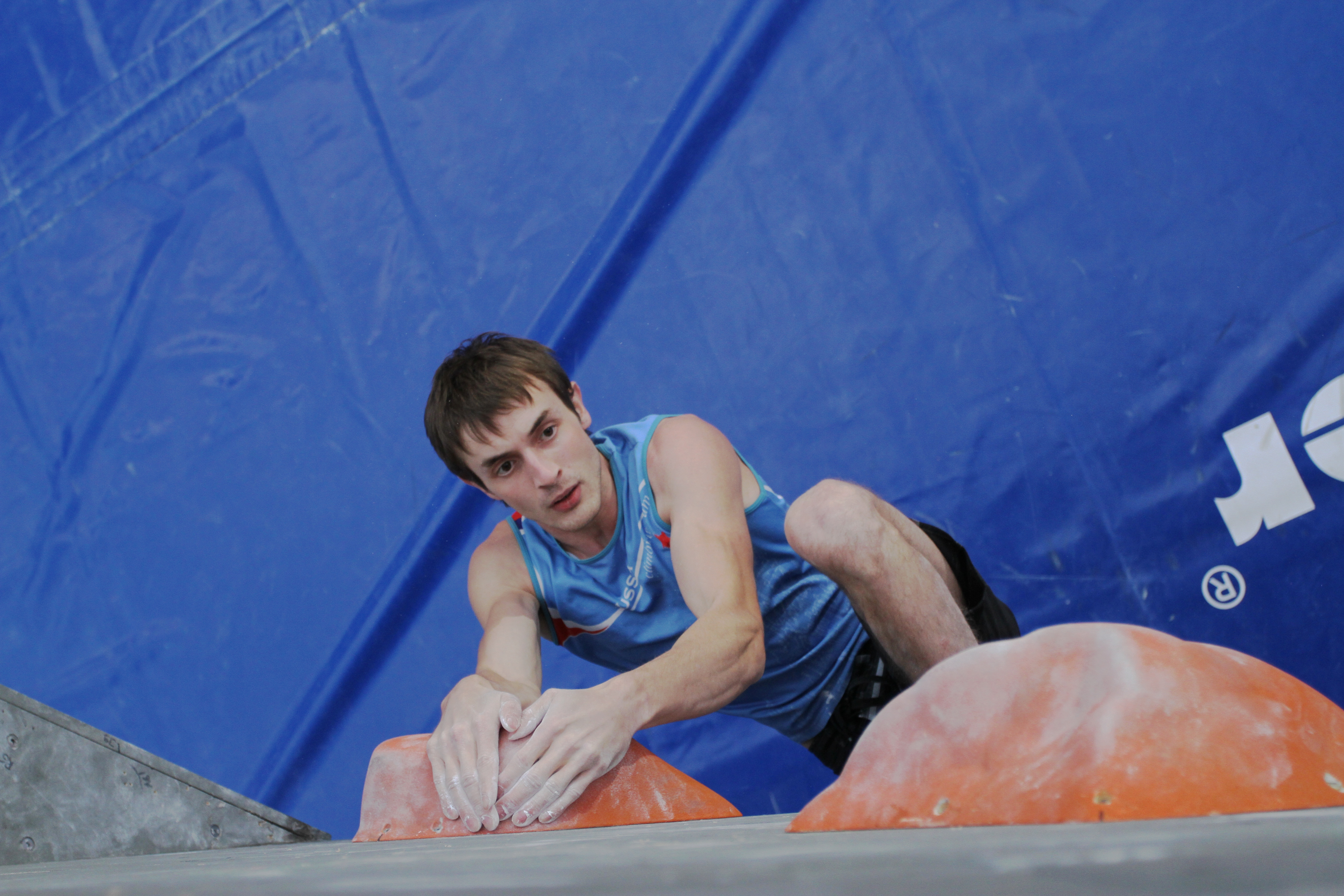
Dmitrij Šarafutdinov na SP 2012
v boulderingu, Mnichov

Seznam medailistů na Světovém poháru ve sportovním lezení – bouldering
| Rok  | Vítěz                | 2. místo             | 3. místo                 |
| ---- | -------------------- | -------------------- | ------------------------ |
| 1999 | Christian Core       | Serik Kazbekov       | Jérôme Meyer             |
| 2000 | Pedro Pons           | Salavat Rachmetov    | Daniel Du Lac            |
| 2001 | Jérôme Meyer         | Mauro Calibani       | Daniel Andrada           |
| 2002 | Christian Core       | Malcolm Smith        | Jérôme Meyer             |
| 2003 | Jérôme Meyer         | Salavat Rachmetov    | Daniel Du Lac            |
| 2004 | Daniel Du Lac        | Kilian Fischhuber    | Jérôme Meyer             |
| 2005 | Kilian Fischhuber    | Jérôme Meyer         | Daniel Du Lac            |
| 2006 | Jérôme Meyer         | Kilian Fischhuber    | Gérome Pouvreau          |
| 2007 | Kilian Fischhuber    | Dmitrij Šarafutdinov | Stéphane Julien          |
| 2008 | Kilian Fischhuber    | David Lama           | Dmitrij Šarafutdinov     |
| 2009 | Kilian Fischhuber    | Rustam Gelmanov      | Gabriele Moroni          |
| 2010 | Adam Ondra           | Kilian Fischhuber    | Cukuru Hori              |
| 2011 | Kilian Fischhuber    | Dmitrij Šarafutdinov | Guillaume Glairon Mondet |
| 2012 | Rustam Gelmanov      | Kilian Fischhuber    | Jakob Schubert           |
| 2013 | Dmitrij Šarafutdinov | Jakob Schubert       | Sean McColl              |
| 2014 | Jan Hojer            | Dmitrij Šarafutdinov | Guillaume Glairon Mondet |
| 2015 | Čchon Čong-won       | Jan Hojer            | Adam Ondra               |
| 2016 | Tomoa Narasaki       | Kokoro Fudžii        | Alexej Rubcov            |
| 2017 | Čchon Čong-won       | Tomoa Narasaki       | Alexej Rubcov            |